# Distrito de Unicachi
El distrito de Unicachi es uno de los siete que conforman la provincia de Yunguyo, ubicada en el departamento de Puno en el Sudeste del Perú.
Desde el punto de vista jerárquico de la Iglesia católica forma parte de la Prelatura de Juli en la arquidiócesis de Arequipa.

## Historia
El distrito fue creado mediante Ley n.º 23382 del 18 de mayo de 1982, en el segundo gobierno de Fernando Belaúnde.

## Geografía
Ribereño del lago Titicaca, a faldas del Cerro Phaqo Qawa; a orillas del lago más pequeño llamado Wiñaymarca, comprendiendo además la Isla Iscaya y Isla Lluti. Se encuentra ubicado en al lado Sur este del Departamento de Puno
Linda al norte con el Distrito de Tinicachi;  por el lado sur con Centro Poblado Vilurcuni; al oeste con el Distrito de  Ollaraya.

## Demografía
Según el censo peruano de 2007, había 3571 personas residiendo en Unicachi.

## Autoridades

### Municipales
- 2019 - 2022[3]
  - Alcalde: Hugo Lerma Tito, de Poder Andino.
  - Regidores:

  1. Lorenzo Mamani Uchasara (Poder Andino)
  2. Benito Mamani Yapuchura (Poder Andino)
  3. Karen Yanet Coarita Mamani (Poder Andino)
  4. Wilfredo Paz Arratia (Poder Andino)
  5. Juvenal La Rosa Chipana (Frente Amplio para el Desarrollo del Pueblo)

## Festividades
- San Pedro y San Pablo - 29 de junio
- Virgen del Rosario - 7 de octubre